# Донецький електрометалургійний завод
Донецький електрометалургійний завод (до 2009 року Міні-металургійний завод «Істіл (Україна)») — приватне акціонерне товариство в місті Донецьку. Підприємство побудоване за принципом міні-заводу з неповним металургійним циклом, продуктивність більше 1 млн тонн рідкої сталі на рік.
Підприємство було засновано у 1997 році в результаті реалізації інвестиційного проекту, за яким компанія «MetalsRussia» (Велика Британія) інвестувала в електросталеплавильний комплекс Донецького металургійного заводу устаткування для модернізації електросталеплавильної печі обтискного цеху.
З початку 1998 року завод став випускати шестиметрову квадратну заготовку на додаток до чотириметрової, яка випускалася раніше. В ході реалізації інвестиційного проекту ВАТ «ДМЗ» в економіку України були залучені корпоративні інвестиції, завдяки чому завод одержав від італійської компанії «Danieli» металургійне оснащення, що випереджає існуючі європейські аналоги як мінімум на 4 роки. З вересня 1998 року підприємство почало функціонувати в рамках дії Закону України «Про спеціальні економічні зони і спеціальний режим інвестиційної діяльності на територіях пріоритетного розвитку в Донецькій області».
Наприкінці 1999 року міні-металургійний завод «ІСТІЛ-ДМЗ», створений на базі електросталеплавильного й обтискного цехів виділився в результаті реструктуризації зі складу ВАТ «ДМЗ»
У виробництві застосовується новітня екологічно чиста технологія виплавки, позапічної обробки і безперервного розливання сталі. Основне обладнання-дугова сталеплавильна піч, вакууматор, уставновка «піч-ківш», машина безперервного лиття заготовок — виробництва італійської компанії Danieli. В асортименті продукції, що випускалася, з'явилися високолеговані марки сталі.
Завод виробляє гарячекатаний круглий і квадратний прокат, а також беперервнолиті круглі і квадратні заготовки із понад 300 марок сталі — низьковуглецевої, високолегованої і нержавіючої для машинобудівних і шарикопідшипникових заводів, автомобілебудування, трубної та нафтогазової промисловості, атомної енергетики. Крім того, підприємство постачає споживачам товарні злитки для ковки з вуглецевих і низьколегованих марок сталі.
Через Війну на сході України станом на весну 2015 р. припинив свою діяльність.